# Vojenský hřbitov (Nový Bydžov)
Vojenský hřbitov v Novém Bydžově se nachází na západním okraji města u polní cesty za nemocnicí. Hřbitov o rozloze 203 m² je chráněn jako nemovitá Kulturní památka České republiky.

## Historie
Za Prusko-rakouské války roku 1866 byl zřízen ve staré nemocnici vojenský lazaret. Vojáci, kteří zde zemřeli na následky svých zranění nebo nemocí, byli pohřbeni do hromadného hrobu na pozemku za nemocnicí. V místech tohoto hrobu vznikl vojenský hřbitov.

### Pomníky a kříže
Za oplocením s branou se nachází 5 pomníků a krucifix. Centrálním pomníkem je střední trojhranný pískovcový obelisk se jmény 29 rakouských a 13 saských vojáků, který byl vztyčen již roku 1868. Jedná se o vysoký pískovcový trojboký obelisk zdobený vojenskými emblémy rakouských a saských vojáků, kteří byli zraněni v bitvě u Hradce Králové a zemřeli v lazaretu v Novém Bydžově. Pomník věnoval Spolek c. k. vojenských veteránů s občany města i okresu novobydžovského (pomník č. 461).
V jednom z rohů hřbitova se nachází typová pískovcová pyramida s vrcholovým dělovým křížem. Označuje hrob 25 pruských vojáků zraněných v bitvě u Hradce Králové, kteří zemřeli v Novém Bydžově. Pomník věnoval pruský řád johanitů (pomník č. 462).
Rakouský ppor. Lorenc Lhotta od 18. pěšího pluku (novobydžovský rodák) padl 29. 6. 1866 v bitvě u Jičína. Jeho pomník má podobu pískovcového jehlance (pomník č. 463).
Pískovcová pyramida s křížem, která byla věnována všem vojákům padlým v obvodu města a okresu Nového Bydžova (pomník č. 464).
Pomník průmyslníka Jindřicha Viléma Friedlaendera, předsedy místního spolku pro udržování pomníků padlých vojáků z roku 1866 v Novém Bydžově, má podobu pískovcového kvádrového „skříňového" pomníku (pomník č. 465).
Na hřbitově se také nachází centrální pískovcový kříž podle návrhu V. Weinzettla. Kříž věnovaný J. V. Friedlaenderem byl odhalen 28. září 1902 (pomník č. 466). Nese nápis: „EGO SUM RESURRECTIO ET VITA" „ANNO" „MCMII".
Na paměť války z roku 1866 byl v Novém Bydžově vztyčen votivní kříž (pomník č. 474).
Hřbitov byl několikrát upravován. Roku 1902 zde byly postaveny další pomníky, za 1. světové války sem byli pohřbíváni zemřelí z lazaretů Nového Bydžova. Hroby označovaly prosté náhrobky, z nichž se žádný nedochoval.

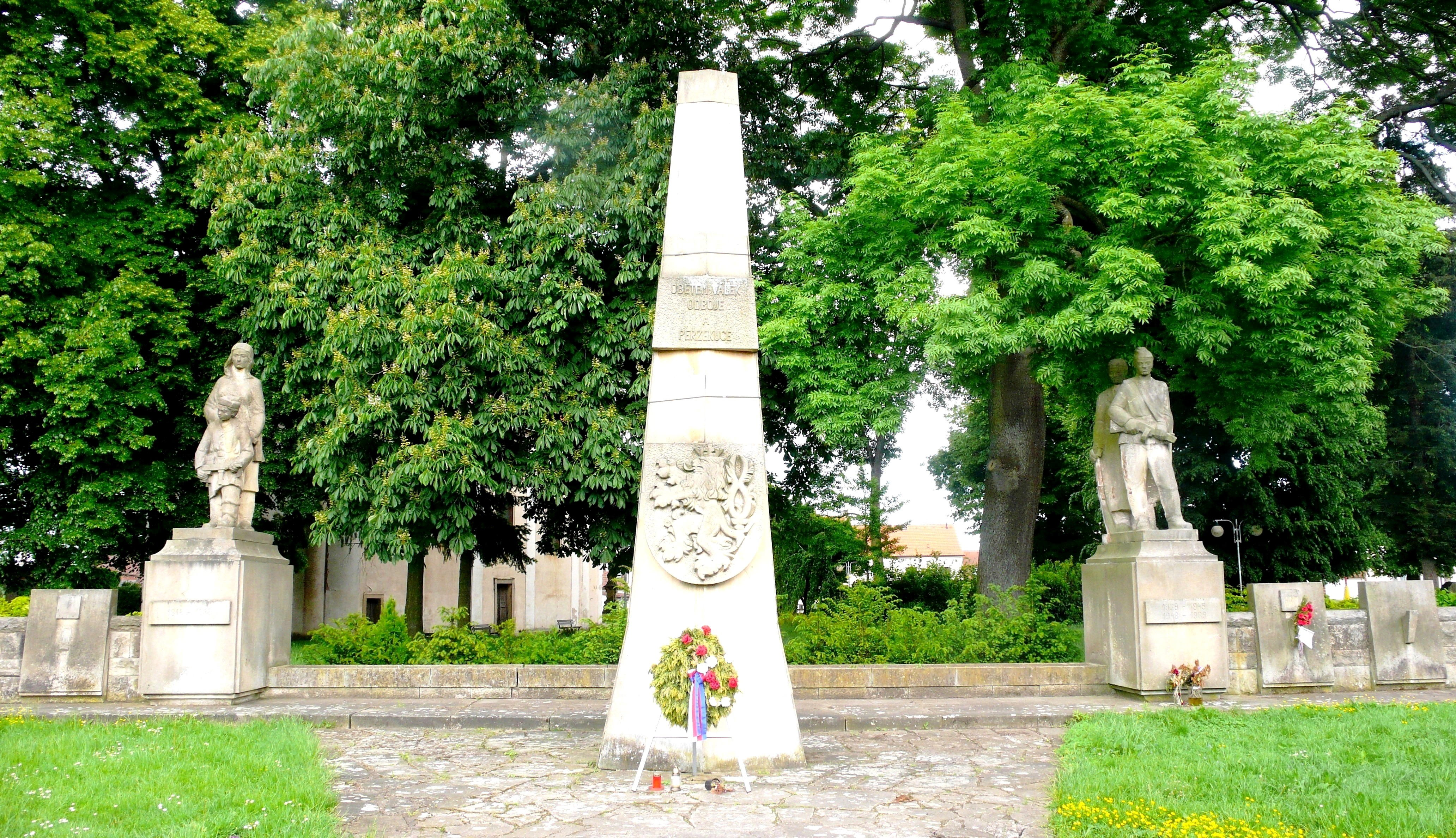
Památník obětem válek, odboje a perzekuce na Vojenském hřbitově v Novém Bydžově)

V roce 1993 byl na parkové ploše přiléhající k Vojenskému hřbitovu zbudován samostatný Památník  věnovaný obětem válek, odboje a perzekuce. Památník tvoří centrální obelisk, za kterým stojí dvě sousoší: jedno zobrazuje dívku a chlapce, druhé dva vojáky. Pro tento účel byl původní pomník Rudé armády upraven pracovníky Střední průmyslové školy v Hořicích pod vedením Leoše Valehracha. K odhalení upraveného pomníku došlo 28. října 1993.